# Клайпедский маяк
Клайпедский маяк (лит. Klaipėdos švyturys) — маяк, расположенный в Клайпеде, Литва, в 500 метрах от берега Балтийского моря. Высота маяка ― 44 метра над уровнем моря.

## История
Маяк был построен в 1796 году. Это третий по счёту маяк на побережье Балтийского моря после маяков в Гданьске и Травемюнде. Световая система маяка состояла из шести зеркал, однако диапазон свечения тогда достигал лишь четырёх километров. В 1819 году по проекту Самуэля Иренталиса маяк был оснащён новой системой, которая состояла из тринадцати прозрачных пластин (использовавшихся как зеркала) и тринадцати керосиновых ламп для их освещения. Маяк был полностью разрушен во время Второй мировой войны, но в 1953 году он был восстановлен.
Сейчас сигнал маяка виден на расстоянии 33 км.

## Галерея

Клайпедский маяк на марках Литвы
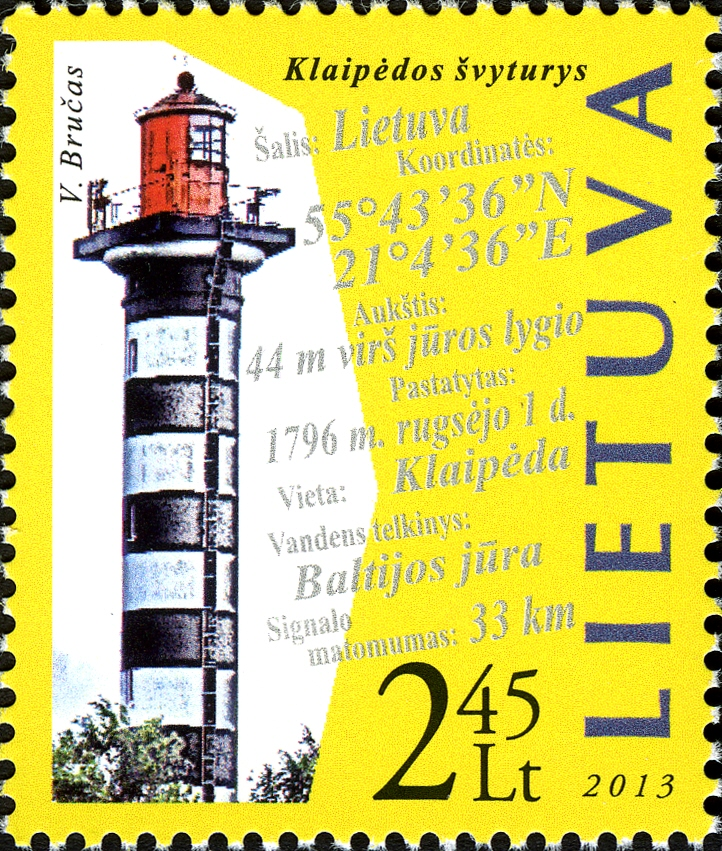
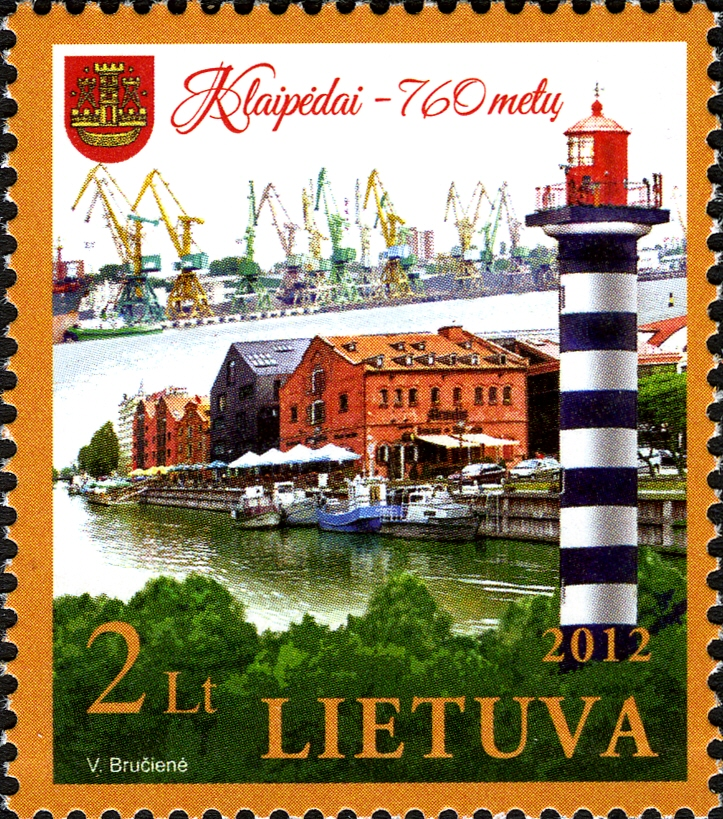